# 青春版牡丹亭
《青春版牡丹亭》，是白先勇以推廣崑曲為目標而領導製作，並由年青演員擔綱主演的大型崑曲舞台公演節目。

## 演出團隊和主要創作人員
- 白先勇總製作。
- 周友良（一級作曲）音乐总监
- 白先勇、華瑋、張淑香、辛意雲改編湯顯祖原著劇本。
- 中國江蘇省蘇州崑劇院演出。
- 張繼青（一級演員）藝術總監。
- 王童美術總監。
- 周雪華（一級作曲）編腔作曲。
- 汪世瑜（一級演員）總導演，翁國生執行導演。

## 世界首演
- 2004年4月29日中華民國台北市國家戲劇院

## 主要演員
- 沈豐英飾杜麗娘
- 俞玖林飾柳夢梅